# Phleng Sansasoen Phra Barami
Phleng Sansasoen Phra Barami (Thai: เพลงสรรเสริญพระบารมี) was de koningslofzang die tot 1932 als het volkslied van Thailand (destijds: Siam) werd gebruikt, waarna het als algemeen volkslied werd vervangen door Phleng Chat. Het lied wordt echter nog steeds ten gehore gebracht ter ere van de koninklijke familie, bijvoorbeeld als introductiemuziek bij films.
De componist van het stuk is onbekend. Prins Narisara Nuvadtivongs schreef de tekst, die rond 1913 enigszins herschreven werd door Koning Rama VI.

## Tekst
| Thais origineel     | Thaise transliteratie               | Nederlandse vertaling Ik, een dienaar van mijn Heer, verneder mijn hoofd en geest en betuig mijn respect aan de rechtschapen beschermer, de hoogste en machtigste vorst, Siamese koning der goden, met een voornaamheid die eer te boven gaat en een koel hoofd om toe te zien op uw onderdanen, en door wijsheid alle mensen vreedzaam en tevreden te houden, wijselijk vragend om elke wens te beschikken totdat zulks is voortgebracht, hopende dat de hartenwens van een glorieus koning zoals u, mag uitkomen. Hoera! |
| ------------------- | ----------------------------------- | --- |
| ข้าวรพุทธเจ้า          | Khaa Worra Phuttha Jao              | |
| เอามโนและศิรกราน     | Ao Manoo Lae Sira Kran              | |
| นบพระภูมิบาล บุญญะดิเรก | Nop Phra Phuummi Baan Bun Ya Di Rek | |
| เอกบรมจักริน          | Ek Boromma Jak-rin                  | |
| พระสยามินทร์          | Phra Sayaa Min                      | |
| พระยศยิ่งยง           | Phra Yotsa Ying Yong                | |
| เย็นศิระเพราะพระบริบาล | Yen Sira Phror Phra Boribaan        | |
| ผลพระคุณ ธ รักษา      | Phon Phra-khun Tha Raksaa           | |
| ปวงประชาเป็นศุขสานต์   | Puang Prachaa Pen Suk Saan          | |
| ขอบันดาล             | Khor Bandaan                        | |
| ธ ประสงค์ใด          | Tha Prasong Dai                     | |
| จงสฤษดิ์              | Jong Sarit                          | |
| ดังหวังวรหฤทัย         | Dang Wang Wora Haruethai            | |
| ดุจจะถวายชัย ชโย!     | Dut Ja Thawai Chai Chayoo!          | |